# Clerodendrum galeatum
Clerodendrum galeatum là một loài thực vật có hoa trong họ Hoa môi. Loài này được Balf.f. mô tả khoa học đầu tiên năm 1884.